# Bitwa o Dublin

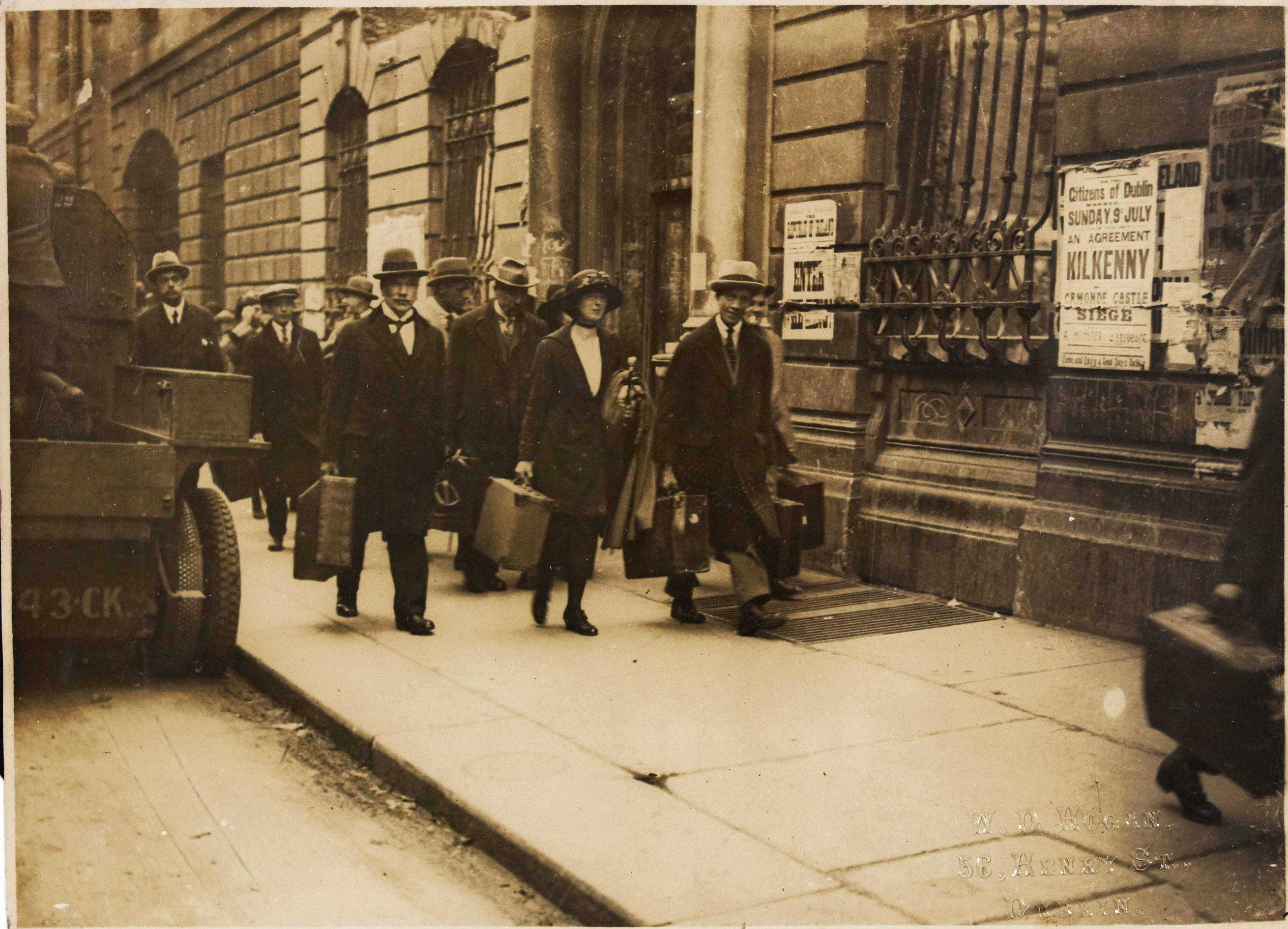
Goście opuszczający Edinburgh Hotel w centrum Dublina po tygodniu walk

Bitwa o Dublin (ang. Battle of Dublin, irl. Cath Bhaile Átha Cliath) – tygodniowe, ciężkie walki o Dublin, trwające od 28 czerwca do 5 lipca 1922, wyznaczające początek irlandzkiej wojny domowej.

## Zdarzenia poprzedzające
14 kwietnia 1922 około 200 przeciwnych porozumieniu z Wielką Brytanią członków IRA, pod przywództwem Rory’ego O’Connora opanowało budynek Four Courts w Dublinie. Chcieli oni wywołać nową konfrontację z Brytyjczykami i zmusić ich do rewizji traktatu brytyjsko-irlandzkiego i doprowadzić do wyzwolenia Północnej Irlandii. W tym czasie w Dublinie stacjonowały liczne oddziały brytyjskie, oczekujące, zgodnie z ustaleniami, na ewakuację. Obawiając się, że sytuacja może sprowokować Brytyjczyków do zerwania traktatu i unicestwienia idei budowy państwa irlandzkiego władze rządu Republiki Irlandzkiej podjęły akcję przeciwko rebeliantom. Już wcześniej Brytyjczycy zaczęli naciskać na Irlandczyków w sprawie jak najszybszego rozwiązania sprawy po zabiciu przez dwóch członków IRA w Londynie marszałka Henry’ego Hughesa Wilsona 22 czerwca 1922.
Michael Collins zaakceptował ofertę Winstona Churchilla, który zaproponował armii irlandzkiej wypożyczenie artylerii i amunicji. Po nieudanych negocjacjach z IRA rząd irlandzki rozpoczął działania zbrojne 28 czerwca.

## Szturm na Four Courts
Po pierwszym dniu ostrzeliwania garnizonu IRA, zabarykadowanego w Four Courts Brytyjczycy zdecydowali się zwiększyć ilość wypożyczonego Irlandczykom ciężkiego sprzętu oraz zaoferowali bombardowanie z powietrza. Collins, z obawy o cywilów, odrzucił obie propozycje. 29 czerwca siły rządowe podjęły szturm na wschodnie skrzydło Four Courts, tracąc trzech zabitych i 14 rannych, biorąc jednak 33 jeńców. Również należący do IRA samochód pancerny został uszkodzony i porzucony przez załogę. Następnego dnia artyleria rządowa raniła Paddy’ego O’Briena, a komendę nad siłami IRA w Four Courts objął Ernie O’Malley. Tego samego dnia pocisk wywołał pożar budynku. Ostatecznie o godzinie 15:30 30 czerwca O’Malley poddał Four Courts generałowi Paddy’emu Daly.
Tego samego dnia, kilka godzin wcześniej, w zachodnim skrzydle, które służyło bojownikom IRA jako magazyn amunicji doszło do silnej eksplozji, w wyniku której doszło do zniszczenia przechowywanych tam archiwów. Rannych zostało 40 szturmujących budynek żołnierzy.
Pomimo kapitulacji Four Courts część dowódców, w tym Ernie O’Malley, wydostało się z budynku, by kontynuować walkę.

## Walki uliczne
Pomimo zdobycia Four Courts walki w Dublinie trwały do 5 lipca. 29 czerwca siły IRA Oscara Traynora opanowały rejon ulicy O’Connell Street by odciągnąć część sił od Four Courts. Traynor liczył na ściągnięcie posiłków z reszty kraju do walki, gdyż siły w Dublinie nie były dostatecznie liczne i przygotowane do walki. W walkach wzięły jednak udział jedynie siły z Belfastu i Tipperary, ale dotarły do miasta zbyt późno, by wziąć udział w walkach.
Siły rządowe generała Toma Ennisa podjęły tymczasem oczyszczanie miasta z jednostek IRA, co udało się do 1 lipca. Jednocześnie wokół O’Connell Street utworzono kordon wojska. Za pomocą artylerii usunięto siły powstańcze z pozycji na Parnell Street i Gardiner Street, co dało czyste pole do operacji na O’Connell Street.
Wojska doprowadziły do wysadzenia budynku YMCA, w którym znajdowały się liczne siły IRA, które opuściły budynek pod osłoną samochodów pancernych przed jego zawaleniem. Oscar Traynor i około 100 jego ludzi wmieszali się w tłum cywilów i skierowali w stronę Blessington.
Ostatnim dowódcą, który kontynuował walkę był Cathal Brugha z oddziałem 15 ludzi w budynku Hammam Hotel. Około 17:00 5 lipca, gdy trawiące budynek pożary uniemożliwiły jego utrzymanie, wydał rozkaz kapitulacji. On sam pozostał w budynku z pistoletem, zginął niedługo potem w walce z żołnierzami.
Był to ostatni większy epizod walk w Dublinie. Później zdarzały się niewielkie incydenty z nielicznymi i niezorganizowanymi bojownikami IRA.
Cathal Brugha był ostatnią ofiarą walk, które kosztowały obie strony 65 zabitych i 280 rannych. Ponadto siły rządowe aresztowały ponad 400 bojowników. Straty cywilne sięgają 250 ofiar, co było spowodowane użyciem ciężkiej broni, głównie artylerii w gęsto zaludnionej lokalizacji, jaką jest miasto.

## Późniejsze wydarzenia
Oscar Traynor, Ernie O’Malley i inni przywódcy dublińskich walk przegrupowali się w Blessington, 30 kilometrów na południowy zachód od miasta. Już po zakończeniu walk do miasta zaczęły docierać posiłki IRA z Tipperary, które jednak nie podjęły walki wobec zakończenia operacji dublińskiej. Siły te skierowały się na południe, do Enniscorthy i Carlow, ale zostały dość szybko pokonane.
Większość rebeliantów wycofała się dalej na południe, na tereny tak zwanej Republiki Munsteru, ośrodek ten został zlikwidowany w ofensywie rządowej z lipca-sierpnia 1922.
Przywódcy walk ujęci w Four Courts, Rory O’Connor, Liam Mellows, Joe McKelvey i Richard Barrett zostali straceni. Miejsce, gdzie zginął Cathal Brugha zostało nazwane Cathal Brugha Street.